# صدای جنوب (قاجاریه)
صدای جنوب نام یکی از مطبوعات استان فارس در دوران قاجاریه است.
این روزنامه از سال ۱۳۳۹ هـ.ق به وسیله محمد امین‌الواعظین یزدی در شیراز به چاپ رسیده است.